# Bandeira da Argélia
A Bandeira nacional da Argélia é metade branca e metade verde, com um crescente e uma estrela vermelha ao centro. A bandeira, que foi adotada em 3 de julho de 1962, é semelhante às anteriores usadas pela Frente de Libertação Nacional (FLN). Dizem que foi usada por Abdel Kadir no século XIX. A cor branca simboliza a pureza e verde e o crescente ao Islão. O crescente é vermelho porque representa a liberdade e tornou-se símbolo islâmico e teve a sua origem na bandeira da Turquia.

## Outras bandeiras

Bandeira naval.
Bandeira do governo de Argélia no Exílio (1958 a 1962).